# Franz Ofner
Franz Ofner (* 28. Juli 1921 in Itzling; † 15. Juli 1943 in der JVA München-Stadelheim) war ein österreichischer kommunistischer Widerstandskämpfer und Opfer der NS-Justiz.

## Leben

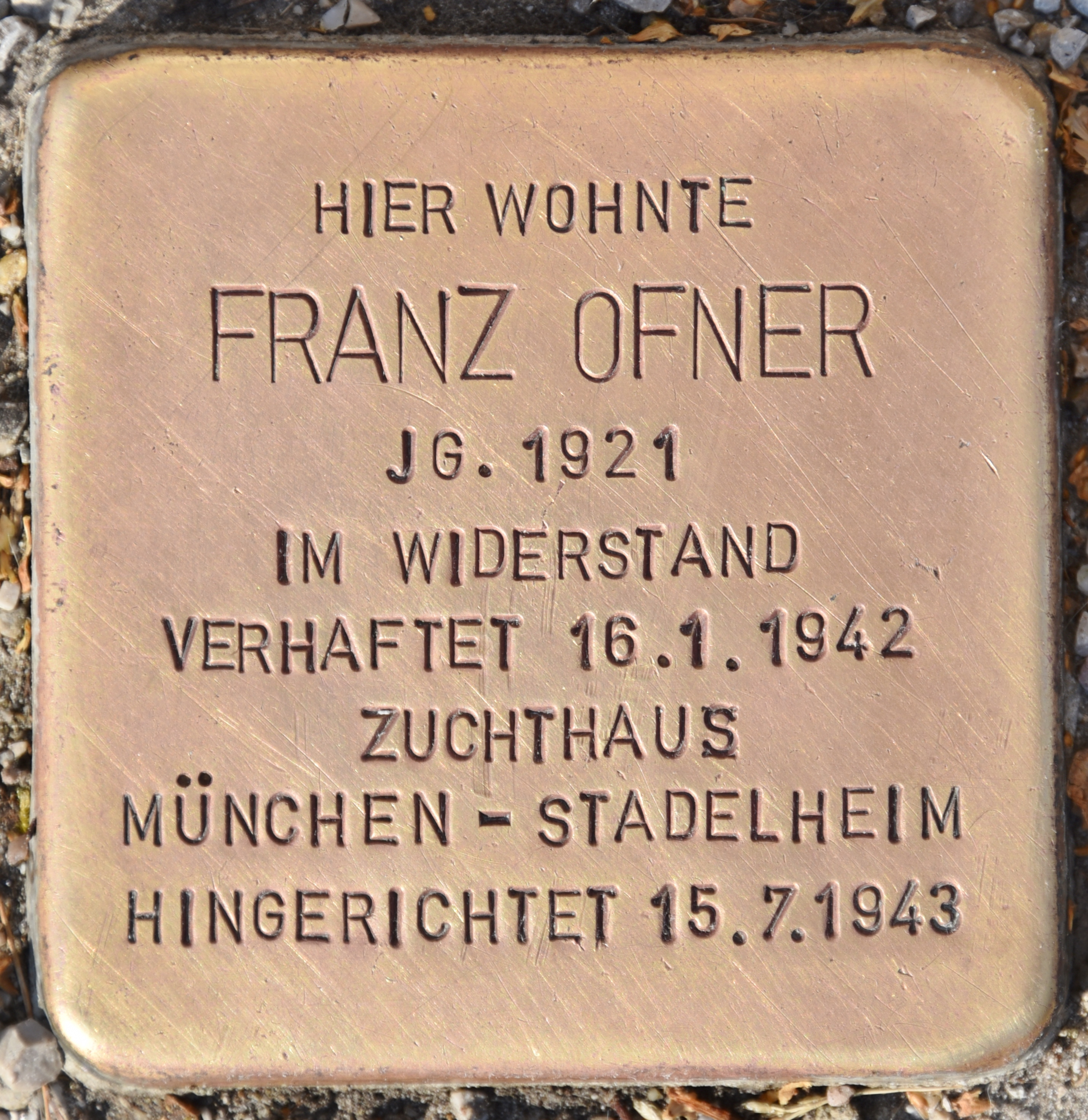
Stolperstein für Franz Ofner in der Itzlinger Hauptstraße 22 in Salzburg

Ofner war das einzige Kind des Friseurmeisters Wilhelm Ofner und seiner Frau Christine. Sein Vater war bis zum Verbot im Februar 1934 Mitglied der Sozialdemokratischen Arbeiterpartei und des Arbeiter-Turn- und Sportvereins. Ofner absolvierte eine Friseurlehre, wurde 1935 Mitglied der illegalen KPÖ und Leiter der Jugendgruppe der KJÖ. 1940 konnte er eine KPÖ-Landesleitung mit verschiedenen Unterorganisation etablieren: In der Stadt Salzburg entstanden sieben kommunistische Zellen: die Ortsgruppen Itzling, Gnigl, Salzburg-Stadt und Maxglan sowie die Betriebsgruppen der Glockengießerei  Oberascher, der Gaswerke und der Eisenbahn. Die die illegalen Organisationen wurden bis 1942 nach und nach erweitert, auch Kontakte zum sozialdemokratischen Widerstand wurden aufgenommen.
Ofner wurde im Februar 1941 zum Sanitätsdienst der Deutschen Wehrmacht einberufen, die Leitung der Jugendgruppe übernahm daraufhin Anton Reindl und nach dessen Einberufung Ende 1941 seine Genossin Rosa Hofmann.
Anfang 1942 wurden alle sozialistischen und kommunistischen Widerstandsgruppen in Salzburg durch den aus Bayern stammenden Gestapo-Spitzel Josef Kirschner enttarnt. Ofner wurde am 16. Januar 1942 bei seiner Truppe verhaftet und im Wehrmachtsgefängnis an der Hellbrunnerstraße in Salzburg inhaftiert. Am 27. Oktober 1942 verurteilte ihn der 2. Senat des Volksgerichtshofes unter Vorsitz von Walter Hartmann im Schwurgerichtssaal des Landesgerichts Salzburg wegen „Vorbereitung zum Hochverrat“ und „Feindbegünstigung“ zum Tode. Vor seiner Hinrichtung schrieb Ofner seinen inzwischen geschiedenen Eltern einen Abschiedsbrief: 
Liebe Eltern!
Wenn Euch dieser Brief erreicht, so bin ich bereits nicht mehr unter den Lebenden.[…] Immer näher die Salzburger Berge, Stadt meiner Hoffnungen, lebe wohl Du vielgeliebte österreichische Heimat! […]
Ich sterbe im festen Glauben an Christus und gestärkt in der letzten Stunde durch das heilige Abendmahl!
Franzi
Am 15. Juli 1943 wurde Ofner in der JVA München-Stadelheim hingerichtet. Ofners Vater starb 1949, sein Halbbruder Fritz aus zweiter Ehe emigrierte nach Kanada und seine Mutter verstarb 1954.

## Gedenken
1967 wurde auf Initiative der Kommunistischen Partei Österreichs eine Straße im Salzburger Stadtteil Itzling nach ihm benannt.
Am 18. April 2013 wurde zu seinem Andenken in der Itzlinger Hauptstraße 22 in Salzburg ein Stolperstein verlegt. 
2016 forderte der KZ-Verband/Verband der AntifaschistInnen Salzburg die Benennung des Bildungscampus in Gnigl nach Franz Ofner und die Stadträtin Ingeborg Haller brachte einen entsprechenden Antrag ein. Dieser wurde von der Stadt Salzburg jedoch abgelehnt, da ein  regionaler Bezug nicht gegeben sei.